# Jermuk
Jermuk (armenio: Ջերմուկ) es una comunidad urbana de Armenia perteneciente a la provincia de Vayots' Dzor.
En 2011 tiene 4628 habitantes.
Se conoce su existencia desde el siglo XIII, cuando la localidad es mencionada por primera vez por el historiador Stepanos Orbelian. No obstante, posee construcciones anteriores como los restos de una fortaleza ciclópea y las ruinas de una basílica del siglo VIII. Actualmente, la economía de la localidad se basa en sus aguas: aquí se ubican las fábricas de embotellado del agua mineral Jermuk y destacados spas turísticos.
Se ubica en el noreste de la provincia, 5 km al oeste del límite con Syunik'.